# Mumm-Ra
Mumm-Ra — британская группа, играющая в жанре инди-рока. Группа была сформирована в 2000 году, в небольшом курортном городе Бексхилл-он-Си на побережье Восточного Суссекса, когда её основатель, басист Ниалл Баклер, был подростком и учился в школе вместе с другими участниками — вокалистом Джеймсом Нью, гитаристами Джеймсом Аргуилом и Оли Фростом и барабанщиком Гаретом Дженнингсом.
В 2007 году музыканты Mumm-Ra приняли участие в концерте в рамках тура Awards Indie Rock Tour известного британского музыкального издательства NME, выступив вместе с группами The View, The Automatic и The Horrors. В этом же году Mumm-Ra выпустила свой дебютный студийный альбом These Things Move in Threes, который был положительно встречен музыкальными критиками как качественная и оригинальная работа — учитывая то, что это дебют относительно молодой инди-рок-группы, не так давно выбравшейся на мировую сцену. Несмотря на пришедший успех, в 2008 году группа Mumm-Ra приняла решение о прекращении своего творчества. После распада Mumm-Ra вокалист Джеймс Нью сформировал синти-поп-группу Mirrors; вскоре к нему присоединился гитарист Джеймс Аргуил.
В 2012 году группа Mumm-Ra вновь собралась, чтобы провести одно концертное выступление, после чего в 2013 году официально объявила о своём возвращении. В феврале 2014 Mumm-Ra выпустила мини-альбом Back to the Shore с восемью новыми песнями.

## История

### Формирование (2000)
Группа Mumm-Ra была основана в 2000 году её бас-гитаристом Ниаллом Баклером, когда ему было 14 лет. Ниалл и четверо его друзей — Джеймс Нью, Гарет Дженнингс, Оли Фрост, Джеймс Аргуил — жили в маленьком курортном городе Бексхилл-он-Си (англ. Bexhill-on-Sea), расположенном на южном побережье Англии, в Восточном Суссексе. Пятеро подростков, как они сами рассказывали, сплотились общим недовольством своей школьной жизни, казавшейся им скучной и рутинной. Вместе они приноровились к сочинению песен, что позже привело к образованию их собственной музыкальной группы. Вдохновением для своего творчества они считали противопоставление их «серому» существованию в Бексхилле, который по неизвестным причинам привлекал, по большей части, пожилых людей. «Но это, если присмотреться, было завораживающим местом, и как мальчишка, стремящийся не скатываться так легко в скуку, мы оглядывались вокруг, и мы обнаружили, что всё, что было нам нужно — это немного воображения».
| Оглядываясь вокруг, мы видели в серых цветах бетона ту же красоту, что видим в море. Рутина служила нам вдохновением. Здесь утиный пруд был оазисом. Здесь долгая ходьба была приключением. Несметное богатство можно было найти в обычной чашке чая, и Tesco не был корпорацией-мультимиллиардером; он был щедрым поставщиком сахарного удовольствия. Оригинальный текст (англ.)Looking around we saw the same beauty in the greys of the concrete that we saw in the sea. The uninspiring was, to us, an inspiration. Here the duck-pond was an oasis. Here long walks were an adventure. Great reward could be found in a simple cup of tea and Tesco was not a multi-billion pound corporation; it was the generous provider of sugary-based delights. — Mumm-Ra |

Примерно через шесть месяцев первых выступлений парни решили дать своей группе утверждённое название. Им нужно было какое-нибудь открытое, неоднозначное имя, которое не ассоциировалось бы ни с каким музыкальным стилем, поскольку поначалу они воспринимали своё творчество просто как хобби и не были уверены, какой группой они станут. В итоге они сочли подходящим для названия имя персонажа Мамм-Ры Бессмертного (англ. Mumm-Ra the Ever-living) — главного злодея из анимационного сериала «Громовые коты» (англ. ThunderCats) 1980-х годов. Музыканты ожидали, что это может вызвать проблемы с авторским правом на «Громовых котов», но таковых не возникало, поскольку название не имело прямой и дерзкой ссылки на мультсериал.

### Первые выступления (2000—2005)
Mumm-Ra начала свои выступления, давая концерты в различных местах Бексхилла — в пабах, клубах, школах и даже церквях. Кое-кто замечал, что в ввиду своей инфантильности подростки были далеки и трудны для восприятия, и их выступления как начинающей группы казались народу странными: был, к примеру, случай, когда во время перерыва музыканты стали кипятить воду на сцене, а одна девушка из зала решила, что они готовят отвар из галлюциногенных растений, и вызвала полицию. Журнал NME упоминает, что у группы был талисман в виде игрушечного утёнка по имени «Мэттью» (англ. Matthew), которого парни постоянно носили на свои выступления. Однако со временем группа стала получать всё больше признания местных жителей разных возрастов.
Постепенно, к 2005 году, с ростом опыта музыкантов Mumm-Ra стал меняться и их стиль. Парни стали замечать, что их музыка уже не является простым развлечением и всё больше нацелена на публику. Из Бексхилла в этот период по тем или иным причинам уехало несколько их друзей и поклонников, и среди них — клавишник группы. Вскоре Mumm-Ra тоже смогла покинуть этот город, намереваясь донести свою музыку остальному миру. Однако группе надо было найти менеджера для проведения настоящих концертов. Они разослали несколько своих демозаписей, и уже через несколько недель получили восторженные отзывы. Для Mumm-Ra были организованы их первые выступления вне Бексхилла — одно в сельском клубе деревни Краухёст (место рождения гитариста группы Оливера Фроста, Восточный Суссекс), другое в городе Ройал Танбридж Уэллс (западный Кент).

### Дебютный альбом (2006—2007)
24 июля 2006 года была выпущена первая студийная работа группы — мини-альбом Black Hurts Day and the Night Rolls On от лейбла Sony BMG. Но что касается записи полноценного студийного альбома, то в этом случае музыкантам нужно было определиться — пойдут ли они учиться в университет или же останутся развивать свою группу. Выбрав группу, они тщательно пересмотрели все имеющиеся у них песни. Им пришлось оставить около ста сочинённых песен нетронутыми и начать всё для первого альбома с нуля, ради чего они прекратили концертные выступления на один год. Причиной тому, несмотря на их появившееся с выпуском Black Hurts Day and the Night Rolls On инди-рок направление, было желание хороших продаж будущего альбома — как рассказывал вокалист Джеймс Нью, он рассматривал музыкальный стиль группы как поп-рок. «Мы хотим коммерческий успех — нет никакого смысла в работе, если не хотеть его». Mumm-Ra не спешила вступать в контакт с каким-либо издательством, продвигающим преимущественно музыку в массовой культуре. Однако, начав с рассылки своих демонстрационных записей множеству инди-лейблов, группа привлекла внимание Майка Пикеринга, ранее работающего с издательством Factory Records и группой M People. Пикеринг дал послушать материал Mumm-Ra крупному лейблу Columbia Records, которому, в свою очередь, понравилось стремление и музыкальное направление группы. Спустя шесть месяцев Mumm-Ra подписала с лейблом контракт и приступила к записи своего дебютного альбома.
В период с осени 2006 и по весну 2007 года Columbia Records выпустила три сингла с будущего альбома Mumm-Ra. Перед его выходом Mumm-Ra провела свои самые успешные в то время концертные выступления в рамках тура NME Awards Indie Rock Tour в 2007 году, проводимого британским издательством NME, где группа играла наряду с музыкальными коллективами The View, The Automatic и The Horrors. Их студийный альбом, These Things Move in Threes, вышел 28 мая 2007 года и удостоился от музыкальных критиков положительных оценок, признанный как очень качественная и оригинальная работа для такой молодой группы, не так давно выбравшейся на большую сцену.

### Завершение (2008)
17 апреля 2008 года музыканты Mumm-Ra неожиданно заявили о прекращении своего творчества, разместив на официальной странице группы в MySpace следующее сообщение:

После 7 лет 11 месяцев и 21 дня, вместе сочиняя и исполняя музыку, мы — парни из Mumm-Ra — приняли решение, что путешествие группы подошло к концу. Это, без сомнения, было самое фантастическое приключение, какое любой из нас мог вообразить в те годы, когда поспешная легкомысленная идея собрать группу посетила наши юные умы и привела нас в ближайшую комнату для записи. С той поры мы отобедали в небоскрёбах Токио, танцевали с фанатами «Тоттенхэма» в Кёльне, сняли видео в Голливуде, позировали вместе с кроликами из Playboy в Барселоне, познакомились с настоящей жизнью реднеков в Техасе, устроили уличные поединки с The View, играли на Гластонбери, рвали NME Tour на части, сопровождали The Killers, The Kooks и The Kaiser Chiefs по Европе и вообще провели самое невероятное время на своём пути. Мы хотели бы поблагодарить каждого человека, поддержавшего нас за все эти годы, будь то приобретением нашего альбома, присутствием на концертах или просто прослушиванием. Без сомнения, у отдельных участников будут новые проекты и они приступят к ним в ближайшем будущем. Но до тех пор......
Mumm-Ra fur immer

Mumm-Ra.
Оригинальный текст (англ.)
After 7 years, 11 months and 21 days of writing and playing music together us Mumm-Ra boys have decided our journey as a band has come to an end. It has without doubt been the most fantastic adventure any of us could possibly have imagined all those years ago when the rather niave idea to form a band sprang from our young minds and led us to the nearest practise room. Since then we have eaten in skyscrappers in Tokyo, danced with Tottenham fans in Cologne, made a video in Hollywood, posed with the Playboy bunnies in Barcelona, met real life rednecks in Texas, had street fights with The View, played Glastonbury, rocked the NME Tour to pieces, supported The Killers, The Kooks and The Kaiser chiefs around Europe and generally just had the most incredible time along the way. We would like to thank every single person who has supported us over the years whether it be through buying our album, coming to our gigs or just giving us a listen. No doubt various members will have new projects up and running in the near fututre. But until then......
Mumm-Ra fur immer,

Mumm-Ra.

Вскоре закрылся и официальный сайт Mumm-Ra, однако сама причина ухода группы осталась неизвестной. После того, как музыканты закончили съёмки клипа к их четвёртому синглу, «Starlight», лейбл Columbia Records отменил этот релиз. Незадолго до появления прощального сообщения Mumm-Ra не стала проводить свой новый концертный тур — возможно, чтобы заняться записью второго альбома. После распада Mumm-Ra её вокалист Джеймс Нью основал синти-поп-группу Mirrors, где он также занял место ведущего вокалиста и синтезаторщика; позже к исполнению на синтезаторе в этой же группе присоединился гитарист Mumm-Ra Джеймс Аргуил.

### Возвращение (2012—2014)
Mumm-Ra вновь дала о себе знать в июле 2011 года, когда зарегистрировала официальные страницы в Твиттере и на Facebook. 27 сентября 2012 года группа объявила, что соберётся вновь, чтобы дать один-единственный концерт в пабе Flairz Retro Bar в Гастингсе. «54 месяца назад Mumm-Ra отыграла концерт в кембриджском Barfly, который должен был стать для неё последним. Это был великий момент, но поскольку распада группы он не предвещал, в действительности мы не дали близким поклонникам того прощания, которого они заслуживают» (Mumm-Ra). Mumm-Ra провела в Flairz Retro Bar сразу два концерта: они прошли 19 и 20 октября 2012 года; при этом на поддержке Mumm-Ra играли и несколько других групп. Mumm-Ra не представила какие-либо новые песни на этих концертах: репертуар состоял из треков с альбома These Things Move in Threes и не вошедших туда композиций с синглов. Организованное шоу на тот момент ещё не было знаком того, что группа возвращается — сразу после этих выступлений музыканты сообщили, что вновь расходятся и не знают, что будет в будущем. Однако в феврале следующего года в Твиттере группы стали появляться сообщения, намекающие на возвращение Mumm-Ra к творчеству — открытие официального сайта, запись новых песен. Наконец, 7 марта 2013 года группа Mumm-Ra официально объявила о своём возвращении:

Всем привет. Прошло невероятно много времени. Минуло пять лет, и всё, что мы говорили, изменилось. Наверное, наш MySpace уже не действителен? Тёмные времена. Однако за Mumm-Ra не бойтесь: она очнулась от своего глубокого сна и решила подарить дом тем песням, которые так не добрались до ускользающего Альбома Номер Два. Всё готово к работе, и мы надеемся донести что-то до ваших ушей в ближайшую пару месяцев. <...> Как же здорово вернуться. С любовью, Mumm-Ra.
Оригинальный текст (англ.)Hello everyone. It’s been an awfully long time. Five years have passed and my word things have changed. Apparently our Myspace is no longer relevant? Dark times. Fear not, however, for Mumm-Ra have stirred from their deep slumber and decided to give a home to those songs that never made it to the elusive «Album Two». Everything’s ready to go and we hope to have something for your ears in the next couple of months. <...> It’s good to be back. Love always, Mumm-ra.

В качестве материала для будущих альбомов, у Mumm-Ra были в распоряжении около десяти свежих композиций. В 2013 году группа планировала заняться их записью и продвижением, и поисками музыкального лейбла. Вместе с новостью о своём возвращении Mumm-Ra уже презентовала одну из своих новых песен — «Technicolour», назвав её «дегустационной» в преддверии записи будущего музыкального релиза. В сентябре 2013 года появилась ещё одна новая песня, «Jeremy», которую музыканты Mumm-Ra впервые исполнили в 2007 году на фестивале The V Festival.
1 ноября 2013 года Mumm-Ra вновь организовала музыкальное шоу — на этот раз в клубе The Barfly (Камден), выступив вместе с коллективом New Desert Blues. 17 февраля 2014 года вышел новый EP группы под названием Back to the Shore. В EP вошло восемь новых песен Mumm-Ra, включая уже известные «Technicolour» и «Jeremy». Back to the Shore был выпущен в интернете под эгидой компании Bandcamp, доступный для платной загрузки.

## Состав группы
- Джеймс «Тейт» Аргуил — гитара;
- Ниалл Баклер — бас-гитара, бэк-вокал;
- Джеймс «Ну» Нью — ведущий вокал, акустическая гитара;
- Оли Фрост — гитара, бэк-вокал;
- Гарет «Рок» Дженнингс — барабаны;
- Томми Боуэн — клавишные (с 2012).

## Дискография
Альбом
- These Things Move in Threes (2007)

Мини-альбомы
- Black Hurts Day and the Night Rolls On (2006)
- Back to the Shore (2014)